# Sparkassenverband Bayern
Der Sparkassenverband Bayern ist ein Sparkassen- und Giroverband der Sparkassen, Landesbausparkasse und Landesbank im Land Bayern.

## Allgemeines
Es handelt sich um einen Verband in Form der Körperschaft des öffentlichen Rechts, der als Interessenverband fungiert und der Pflichtmitglieder hat. Er ist der zentrale Dienstleister der Sparkassen in Bayern. Er vertritt deren Interessen, unterstützt und berät diese. Außerdem bietet er mit seiner Sparkassenakademie Bayern ein umfangreiches Aus- und Fortbildungsprogramm.

## Organisation
Organe und Gremien sind:
- Verbandsversammlung der Verbandsmitglieder
- Verbandsverwaltungsrat[3]
- Bezirksverbände für jeden der sieben bayerischen Regierungsbezirke Oberbayern, Niederbayern, Oberpfalz, Oberfranken, Mittelfranken, Unterfranken sowie Schwaben
- Fachbeirat aus den stellvertretenden Vorsitzenden der Bezirksverbände, die zugleich die Bezirksobmänner sind
- Kommunaler Beirat aus Vertretern des Bayerischen Gemeindetages, des Bayerischen Landkreistages und des Bayerischen Städtetages
- Beirat für sparkassenpolitische Grundsatzfragen
- Beteiligungsbeirat
- Wissenschaftlicher Beirat
- Arbeitskreise für Betrieb und IT, Personal, Vertrieb und Verbund

Der Verband ist mit den zwölf anderen deutschen Sparkassenverbänden Mitglied im Deutschen Sparkassen- und Giroverband. Er hat seinen Sitz in München. Präsident ist seit Januar 2024 Matthias Dießl.

## Geschichte
1908 schlossen sich die Sparkassenverbände Pfalz, Oberpfalz, Oberbayern, Niederbayern und Schwaben zu einem Landesverband zusammen. Anschließend traten die Sparkassenverbände Unterfranken und Mittelfranken sowie Oberfranken diesem Landesverband bei. 1919 fusionierte der Landesverband mit dem 1914 gegründeten Giroverband bayerischer Sparkassen. 1925 erfolgte die Umbenennung in Bayerischer Sparkassen- und Giroverband (BSGV), der 1933 durch den Erlass der bayerischen Sparkassenordnung zu einer Körperschaft des öffentlichen Rechts wurde. 1997 erfolgte die Umbenennung in Sparkassenverband Bayern (SVB).

## Sparkassen in Bayern
In Bayern gibt es 56 Sparkassen mit 2.394 Geschäftsstellen (davon 1.431 konventionelle Geschäftsstellen, 350 Beratungscenter und 613 SB-Geschäftsstellen) und 33.773 Mitarbeitern. Zum Verbund der Sparkassen-Finanzgruppe Bayern gehören außerdem u. a. die Bayerische Landesbank (BayernLB), die Bayerische Landesbausparkasse (LBS Bayern) sowie die Versicherungskammer Bayern (VKB).
- Sparkasse Allgäu
- Sparkasse Altbayern
- Sparkasse Altötting-Mühldorf
- Sparkasse Amberg-Sulzbach
- Sparkasse Ansbach
- Sparkasse Aschaffenburg Miltenberg
- Stadtsparkasse Augsburg
- Sparkasse Bad Kissingen
- Sparkasse Bad Neustadt a. d. Saale
- Sparkasse Bad Tölz-Wolfratshausen
- Sparkasse Bamberg
- Sparkasse Bayreuth
- Sparkasse Berchtesgadener Land
- Sparkasse im Landkreis Cham
- Sparkasse Coburg-Lichtenfels
- Sparkasse Dachau
- Sparkasse Deggendorf
- Kreis- und Stadtsparkasse Erding-Dorfen
- Stadt- und Kreissparkasse Erlangen Höchstadt Herzogenaurach
- Vereinigte Sparkassen Eschenbach i.d.OPf. Neustadt a.d.Waldnaab Vohenstrauß
- Sparkasse Forchheim
- Sparkasse Freising Moosburg
- Sparkasse Freyung-Grafenau
- Sparkasse Fürstenfeldbruck
- Sparkasse Fürth
- Vereinigte Sparkassen Gunzenhausen
- Sparkasse Hochfranken
- Sparkasse Ingolstadt Eichstätt
- Kreissparkasse Kelheim
- Sparkasse Kulmbach-Kronach
- Sparkasse Landsberg-Dießen
- Sparkasse Landshut
- Sparkasse Mainfranken Würzburg
- Kreissparkasse Miesbach-Tegernsee
- Sparkasse Mittelfranken-Süd
- Kreissparkasse München Starnberg Ebersberg
- Stadtsparkasse München
- Sparkasse Neumarkt i. d. OPf.-Parsberg
- Sparkasse im Landkreis Neustadt a. d. Aisch - Bad Windsheim
- Sparkasse Neu-Ulm - Illertissen
- Sparkasse Niederbayern-Mitte
- Sparkasse Nordschwaben
- Sparkasse Nürnberg
- Sparkasse Oberland
- Sparkasse Oberpfalz Nord
- Sparkasse Passau
- Sparkasse Pfaffenhofen
- Sparkasse Regensburg
- Sparkasse Regen-Viechtach
- Sparkasse Rosenheim-Bad Aibling
- Sparkasse Rottal-Inn
- Sparkasse Schwaben-Bodensee
- Sparkasse im Landkreis Schwandorf
- Sparkasse Schweinfurt-Haßberge
- Kreissparkasse Traunstein-Trostberg
- Kreis- und Stadtsparkasse Wasserburg am Inn